# Campephaga quiscalina
Campephaga quiscalina là một loài chim trong họ Campephagidae.